# Tíquer (símbol)
|  | Si cerqueu altres usos, vegeu Ticker. |

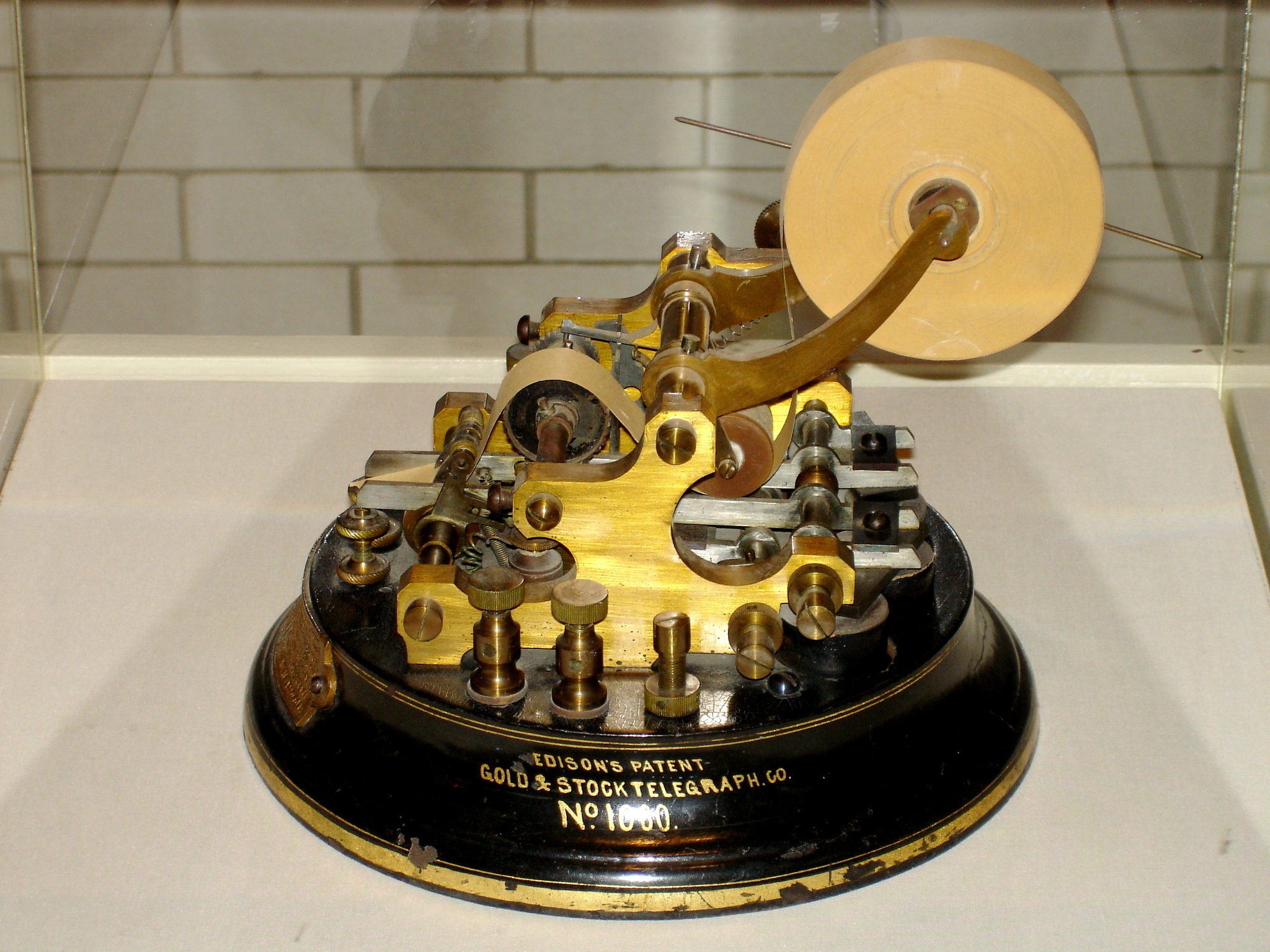
Màquina telègraf de tíquers i accions de Thomas Edison.

Un tíquer (en anglès: ticker, o ticker symbol) o un símbol borsari és un codi alfanumèric que serveix per a identificar de manera abreujada les accions d'una determinada empresa que cotitza en un determinat mercat borsari.
En els mercats occidentals se solen emprar codis d'entre una i quatre lletres, que sovint representen una forma abreujada del nom de l'empresa; encara que no sempre és així. Per exemple, l'empresa tecnològica Microsoft cotitza a NASDAQ amb el codi MSFT; i 3M cotitza en la Borsa de Nova York amb el codi MMM. No obstant, Cedar Fair, empresa que gestiona parcs d'atraccions als Estats Units, cotitza en la Borsa de Nova York amb el codi FUN (fun és "diversió" en anglès). L'empresa italiana de comunicació Mediaset cotitza en la Borsa Italiana amb el codi MS, però en l'Ibex 35 amb TL5, forma abreujada del seu canal de televisió Telecinco.